# David August von Apell
David August von Apell, född 23 februari 1754 i Kassel, död där 30 januari 1832, var en tysk tonsättare, författare, teaterintendent och kammarråd.
Han var även direktör för hovteatern 1792-1822 samt grundare av och dirigent för ett filharmoniskt sällskap. Vice preses i Akademie der Schönen Künste 1815 och ledamot i Accademia Filarmonica i Bologna. David August von Apell invaldes som utländsk ledamot nummer 13 i Kungliga Musikaliska Akademien 1790.

## Verk i urval

### Teatermusik
1. Tancrede
2. L’amour peintr
3. Afcanius und Irene, 1797
4. Das Fest der Gatten, 1797
5. Hermann von Unna 1801
6. Salomons Urteil
7. Anatreon,
8. Der Arrestant oder Zwey in einer Person, 1802
9. Amor prigioniero, 1815